# Passatzone

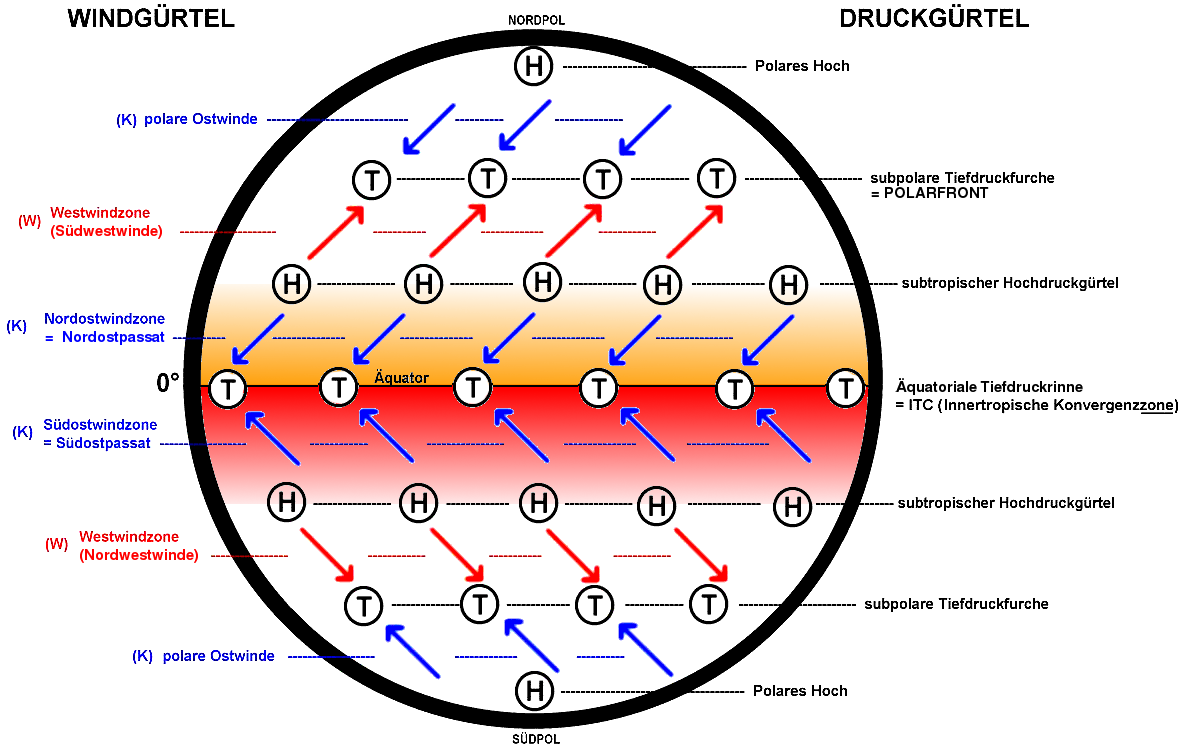
Passatzonen, schematisch
nordhemisphärische Passatzone
südhemisphärische Passatzone

Als Passatzone (engl. trade-wind zone), auch Passatklimazone werden zwei gürtelförmige Zonen zwischen dem Äquator und 30–35° N (bzw. S) auf beiden Halbkugeln der Erde bezeichnet, in denen Passate (großräumige bodennahe Ostwinde) wehen. Der Verwendung des Begriffs bezeichnet oft die Klimazonen in diesen Zonen, manchmal jedoch auch die Windzonen oder lediglich die dortigen Regionen, um eine generelle räumliche Bestimmung vorzunehmen. Sofern die Passatwinde aus atmosphärischer Sicht gemeint sind, können die Hadley-Zellen der Nord- und Südhalbkugel als räumliches Pendant zu den Passatzonen betrachtet werden, da sie die bodennahe Schicht der Zellen darstellen.
Am Äquator konvergieren die Passate zur innertropischen Konvergenzzone (ITC), welche die Grenze zwischen der nordhemisphärischen und der südhemisphärischen Passatzone darstellt.
Streng genommen sind die Passatzonen nicht ideal auf 0° bis 30° begrenzt. Sie wandern im Jahresverlauf in Nord-Süd-Richtung, aufgrund der jahreszeitlichen Verschiebung der ITC.
Klimatisch und landschaftsgenetisch betrachtet führen die Passate in Regionen wie z. B. Nordafrika zu Trockenheit (trockenes Passatklima). Durch die großräumigen absteigenden Luftmassen im subtropischen Hochdruckgürtel, der polwärtigen Grenze der Passatzone, erwärmt sich die dort absteigende Luft durch Kompression (Urpassat), was zu einer hohen Kapazität an Luftfeuchte der bodennahen Passate führt. Zwischen den Subtropen und den inneren Tropen wird Feuchtigkeit vom Land aufgenommen. Im Norden der Passatzone, in Nordafrika beispielsweise, führt dies zu trockenen Böden. Richtung Äquator gliedern sich nach Wüsten vier weitere Vegetationszonen in den Tropen.